# Ganga Talao
Ganga Talao ((Hindi गङ तलओ); auch bekannt als Grand Bassin) gilt als heiligste Pilgerstätte der Hindus auf Mauritius.

## Lage
Sie befindet sich im Distrikt Savanne und umfasst ein Areal rund um einen 550 Meter über dem Meeresspiegel befindlichen Kratersee, an dessen Ufern mehrere Statuen von Hindu-Göttern sowie mehrere kleinere Tempel angelegt sind.
Am Eingang von Ganga Talao befindet sich seit 2007 eine 33 m hohe Shiva-Statue. Dies ist die höchste Statue von Mauritius. Bei der Statue handelt es sich um eine Kopie der Statue vom Sursagar Talav-See im indischen Vadodara. Auf der anderen Straßenseite befindet sich eine weitere ebenfalls 33 m hohe Statue, die Durga Maa Bhavani zeigt.
Die Tiefe des Sees ist unbekannt.

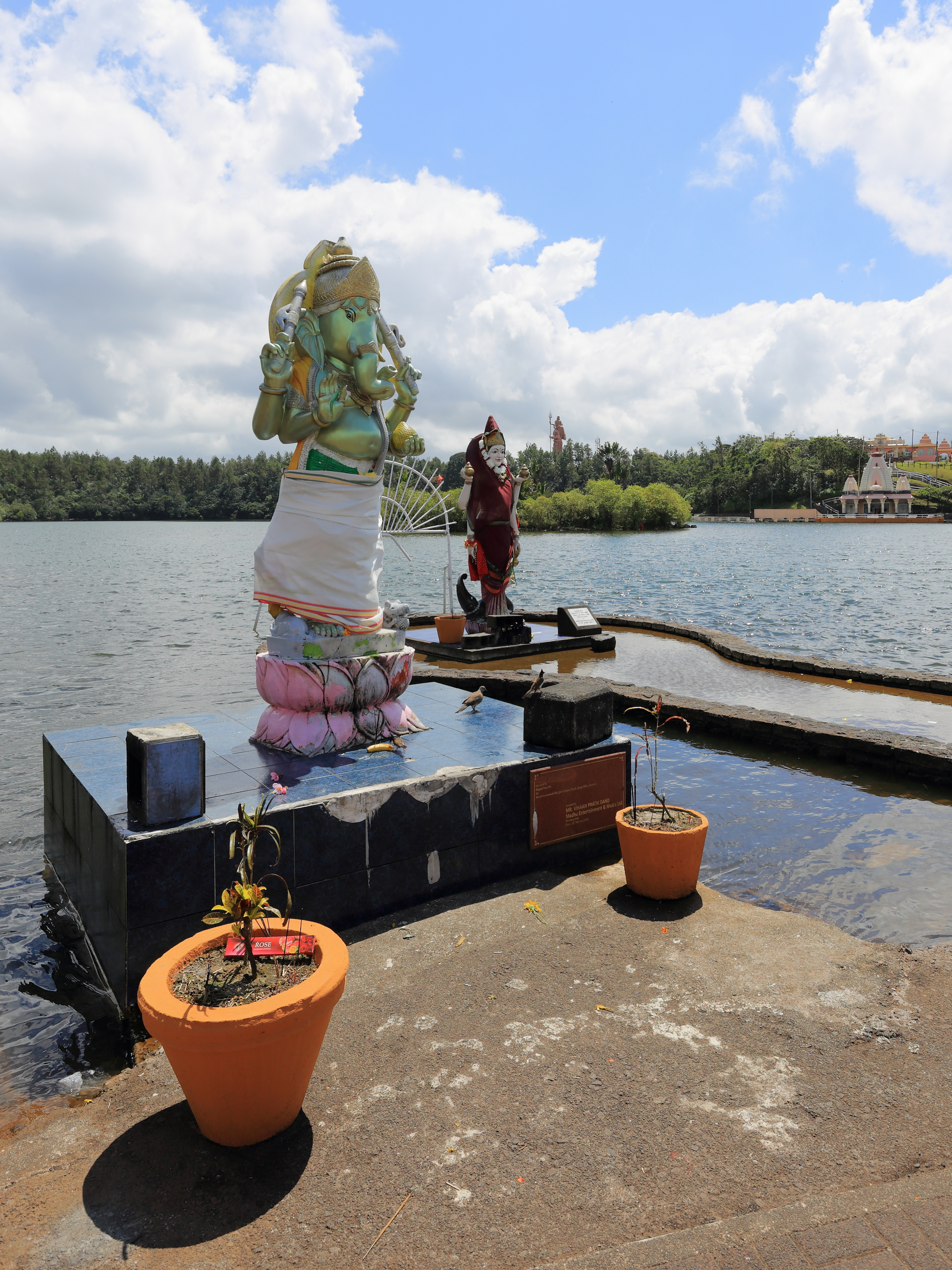
Götterstatuen

## Geschichte
Es wird gesagt, Shiva und seine Frau Parvati umkreisten einst die Erde, während Shiva den heiligen Fluss Ganges auf seinem Kopf balancierte. Bei seiner Landung verschüttete Shiva einige Tropfen des Ganges, woraus der See Ganga Talao entstand. Shiva sagte voraus, dass eines Tages die Menschen Indiens auf die Insel Mauritius kämen und den See als heilige Stätte aufsuchen würden.
Dieser Glaube geht auf einen Traum von Giri Gossayne aus dem Jahr 1897 zurück.
Die ersten Pilger, die Ganga Talao 1898 aufsuchten, stammten aus der Ortschaft Triolet, wo die zweitgrößte Tempelanlage der Insel zu finden ist, und wurden von Pandit Giri Gossayne aus Terre Rouge angeführt. Die Pilger huldigten Shiva und entnahmen dem See heiliges Wasser.
1972 wurde heiliges Wasser des Ganges mit dem Wasser des Sees vermischt, um eine symbolische Verbindung mit dem heiligen indischen Fluss herzustellen. Zudem wurde der See von Grand Bassin in Ganga Talao umbenannt.
1998, einhundert Jahre nach Eintreffen der ersten Pilger, wurde der See zum „heiligen See“ erhoben.
Heutzutage stellen die jährlichen Pilgermärsche an Shivaratri zum See Ganga Talao, bei denen teils über 70 Kilometer barfuß zurückgelegt werden, die größten Pilgermärsche der Hindus außerhalb Indiens dar. Hierbei sind nicht nur Hindus aus Mauritius vertreten, sondern beispielsweise auch aus Südafrika. Es werden im Februar und März rund 450.000 Pilger gezählt. Dazu kommen täglich knapp 1000 Touristen. Die Einwohner Mauritius spenden den Pilgern am Wegesrand Nahrungsmittel und Wasser. Die schönsten Statuen, die die Pilger mit sich führen, werden ausgezeichnet.

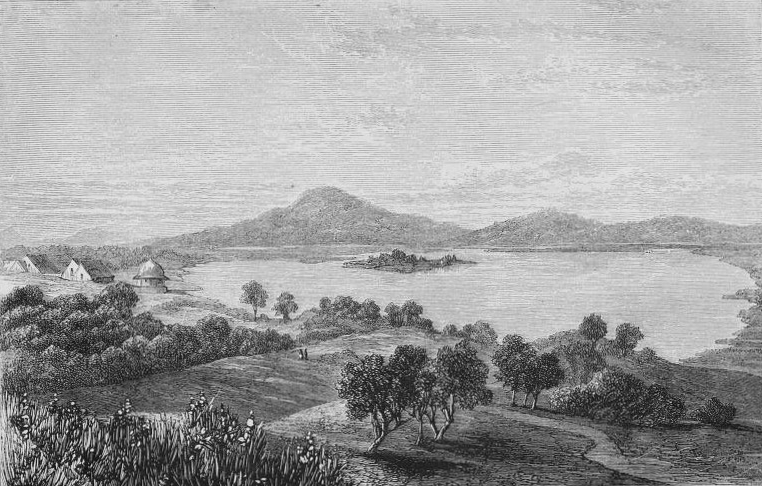
Grand Bassin im Jahr 1873
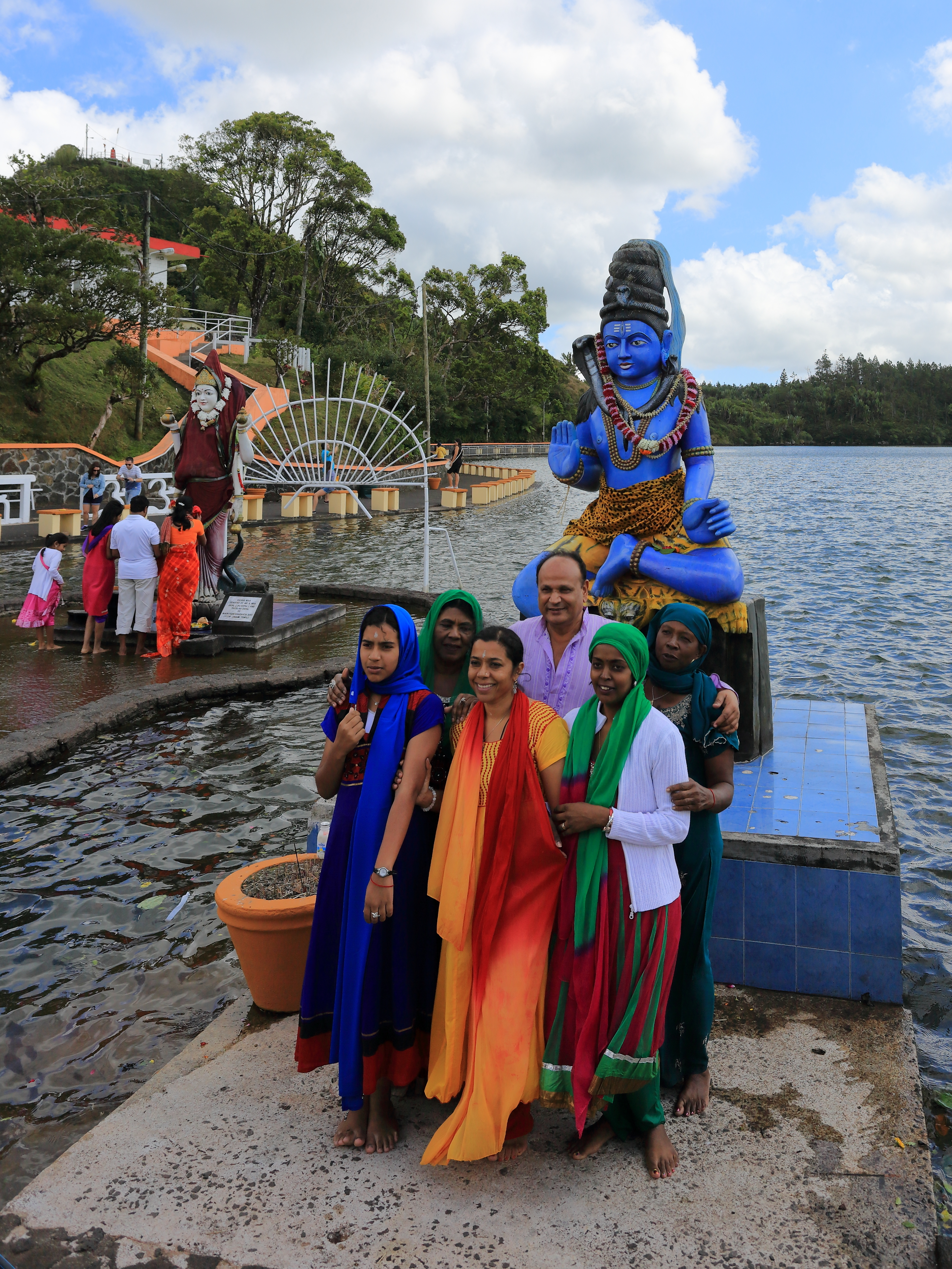
Pilger